# Folk metal
Folk metal je hudební styl kombinující metal s lidovou hudbou. Za zakladatele tohoto žánru se považuje skupina Skyclad se svým debutem The Wayward Sons of Mother Earth.[zdroj?] Pod tento styl spadají i směry jako pagan metal, viking metal, celtic metal a oriental metal.

## Hudební nástroje
V tomto stylu se kromě běžných metalových nástrojů jako jsou elektrická a basová kytara a bicí často používají i klávesy a netradiční nástroje, například housle, dudy, flétna, brumle nebo trubka. Zpěvák/zpěvačka často používá hlubší a hrubší hlas, může se uchýlit i ke screamingu či growlingu.

## Texty písní
Podžánry folk metalu se od sebe často odlišují pouze texty písní, které jsou pro každý z nich charakteristické. Obecně se však texty písní týkají přírody, návratu k rodné víře, válčení, hodování a opovrhování křesťanstvím.[zdroj?]

## Známé skupiny
- Alestorm (Skotsko)
- Amorphis (Finsko)[zdroj?]
- Cruachan (Irsko)[1][2]
- Cruadalach (Česko)[zdroj?]
- Eluveitie (Švýcarsko)[3][4]
- Ensiferum (Finsko)[5]
- Equilibrium (Německo)[zdroj?]
- Falkenbach (Německo)[zdroj?]
- Finntroll (Finsko)[6]
- In Extremo (Německo)[7][8]
- Korpiklaani (Finsko)[9]
- Moonsorrow (Finsko)[10]
- Skyclad (Velká Británie)[11]
- Trollech (Česko)[zdroj?]
- Obereg (Česko)